# Ben Hogan
William Ben Hogan (* 13. August 1912 in Dublin, Texas; † 25. Juli 1997 in Fort Worth, Texas) war ein US-amerikanischer Golfspieler.
Sein Schwung wird noch heute als der perfekte Bewegungsablauf angesehen. Seit Ben Hogan verbringen die Golfprofis viel Zeit auf der Drivingrange, um ihren Schwung zu verbessern. Das Ben-Hogan-Zitat „Jeder Tag, den man nicht auf der Driving Range mit Üben verbringt, bedeutet ein Tag mehr beim Streben ein großer Golfer zu werden.“ zeigt seine ambitionierte Einstellung zum Training. Sein Drang zur Perfektion brachte Ben Hogan 64 Tour-Siege, davon neun Major-Titel ein. 1953 am Höhepunkt seiner Karriere erreichte er als erster Profigolfer drei Major-Siege (Masters, US Open, The Open Championship) in einem Jahr, erst im Jahr 2000 gelang es Tiger Woods als zweitem Spieler.
1949 erlitt er einen schweren Autounfall, bei dem seine Frau Valerie nur leicht -weil Hogen sich schützend über sie geworfen hatte- er aber schwer verletzt wurde. Obwohl alle Ärzte meinten, er werde wohl nie wieder laufen können, schaffte er es ein Jahr später mit größtem Fleiß und eiserner Disziplin, wieder in Los Angeles auf dem ersten Abschlag zu stehen, wo ihn tausende Zuschauer frenetisch feierten. Am 5. Wettkampftag unterlag er Jack Fleck im Stechen mit 69 zu 73 Schlägen, was wohl auf seinen ausgemergelten Körper zurückzuführen war. 1965 erklärte ein Gremium der amerikanischen Golf-Journalisten Ben Hogan zum größten Golfer aller Zeiten.
Vom Sieg der PGA Championship wurde er vermutlich nur durch die zeitliche Überlappung mit der Open Championship abgehalten. 1954 gründete Ben Hogan eine Firma, die hochwertige Golfschläger herstellt.
1974 war er unter den ersten Golfern, die in die neugeschaffene World Golf Hall of Fame aufgenommen wurden.

## PGA Tour Siege
- 1938: Hershey Four-Ball (mit Vic Ghezzi)
- 1940: North and South Open, Greater Greensboro Open, Asheville Land of the Sky Open, Goodall Palm Beach Round Robin
- 1941: Asheville Open, Chicago Open, Hershey Open, Miami Biltmore International Four-Ball (mit Gene Sarazen), Inverness Invitational Four-Ball (mit Jimmy Demaret)
- 1942: Los Angeles Open, San Francisco Open, North and South Open, Asheville Land of the Sky Open, Hale America Open, Rochester Open
- 1945: Nashville Invitational, Portland Open Invitational, Richmond Invitational, Montgomery Invitational, Orlando Open
- 1946: Phoenix Open, San Antonio Texas Open, St. Petersburg Open, Miami International Four-Ball (mit Jimmy Demaret), Colonial National Invitation, Western Open, Goodall Round Robin, Inverness Invitational Four-Ball (mit Jimmy Demaret), Winnipeg Open, PGA Championship, Golden State Open, Dallas Invitational, North and South Open
- 1947: Los Angeles Open, Phoenix Open, Colonial National Invitation, Chicago Victory Open, World Championship of Golf, Miami International Four-Ball (mit Jimmy Demaret), Inverness Invitational Four-Ball (mit Jimmy Demaret)
- 1948: Los Angeles Open, PGA Championship, U.S. Open, Inverness Invitational Four-Ball (mit Jimmy Demaret), Motor City Open, Reading Open, Western Open, Denver Open, Reno Open, Glendale Open
- 1949: Bing Crosby Pro-Am, Long Beach Open
- 1950: U.S. Open
- 1951: The Masters, U.S. Open, World Championship of Golf
- 1952: Colonial National Invitation
- 1953: The Masters, Pan American Open, Colonial National Invitation, U.S. Open, The Open Championship
- 1959: Colonial National Invitation

## Ergebnisse bei Major-Turnieren
| Turnier               | 1934 | 1935 | 1936 | 1937 | 1938 | 1939 |
| --------------------- | ---- | ---- | ---- | ---- | ---- | ---- |
| The Masters           | DNP  | DNP  | DNP  | DNP  | T25  | 9    |
| U.S. Open             | CUT  | DNP  | CUT  | DNP  | CUT  | T62  |
| The Open Championship | DNP  | DNP  | DNP  | DNP  | DNP  | DNP  |
| PGA Championship      | DNP  | DNP  | DNP  | DNP  | DNP  | R16  |

| Turnier               | 1940 | 1941 | 1942 | 1943 | 1944 | 1945 | 1946 | 1947 | 1948 | 1949 |
| --------------------- | ---- | ---- | ---- | ---- | ---- | ---- | ---- | ---- | ---- | ---- |
| The Masters           | T10  | 4    | 2    | NT   | NT   | NT   | 2    | T4   | T6   | DNP  |
| U.S. Open             | T5   | T3   | NT   | NT   | NT   | NT   | T4   | T6   | 1    | DNP  |
| The Open Championship | NT   | NT   | NT   | NT   | NT   | NT   | DNP  | DNP  | DNP  | DNP  |
| PGA Championship      | QF   | QF   | QF   | NT   | DNP  | DNP  | 1    | R64  | 1    | DNP  |

| Turnier               | 1950 | 1951 | 1952 | 1953 | 1954 | 1955 | 1956 | 1957 | 1958 | 1959 |
| --------------------- | ---- | ---- | ---- | ---- | ---- | ---- | ---- | ---- | ---- | ---- |
| The Masters           | T4   | 1    | T7   | 1    | 2    | 2    | T8   | CUT  | T14  | T30  |
| U.S. Open             | 1    | 1    | 3    | 1    | T6   | 2    | T2   | DNP  | T10  | T8   |
| The Open Championship | DNP  | DNP  | DNP  | 1    | DNP  | DNP  | DNP  | DNP  | DNP  | DNP  |
| PGA Championship      | DNP  | DNP  | DNP  | DNP  | DNP  | DNP  | DNP  | DNP  | DNP  | DNP  |

| Turnier               | 1960 | 1961 | 1962 | 1963 | 1964 | 1965 | 1966 | 1967 |
| --------------------- | ---- | ---- | ---- | ---- | ---- | ---- | ---- | ---- |
| The Masters           | T6   | T32  | 38   | DNP  | T9   | T21  | T13  | T10  |
| U.S. Open             | T9   | T14  | DNP  | DNP  | DNP  | DNP  | 12   | T34  |
| The Open Championship | DNP  | DNP  | DNP  | DNP  | DNP  | DNP  | DNP  | DNP  |
| PGA Championship      | CUT  | DNP  | DNP  | DNP  | T9   | T15  | DNP  | DNP  |

NT = No Tournament/Kein Turnier

DNP = Did not play/Nicht teilgenommen 

WD = Withdrew/Aufgabe

CUT = Missed Cut/Cut verpasst

R64, R32, R16, QF, SF = Runde in Matchplay

"T" = Geteilter Platz

Grün = Siege

Gelb = Top 10 Platz